# Lista do Patrimônio Mundial em Israel
A Organização das Nações Unidas para a Educação, a Ciência e a Cultura (UNESCO) propôs um plano de proteção aos bens culturais do mundo, através do Comité sobre a Proteção do Património Mundial Cultural e Natural, aprovado em 1972. Esta é uma lista do Patrimônio Mundial existente em Israel, especificamente classificada pela UNESCO e elaborada de acordo com dez principais critérios cujos pontos são julgados por especialistas na área. O Estado de Israel, que atualmente ocupa uma região de efervescência cultural e política na Antiguidade oriental marcada principalmente pela presença do povo hebreu e o posterior legado romano, ratificou a convenção em 6 de outubro de 1999, tornando seus locais históricos elegíveis para inclusão na lista.
Israel conta com nove sítios listados (todos de atribuição Cultural) como Patrimônio Mundial em seu território propriamente dito, sendo um sítio em localização disputada em Jerusalém Ocidental. A UNESCO não lista o sítio Cidade Antiga de Jerusalém e seus Muros como sendo localizado em nenhum Estado-membro específico, sendo que o status final depende de negociações entre os governos de Israel e Palestina; o local também figura na lista do Patrimônio Mundial em perigo desde 1982. 
O primeiro sítio do Patrimônio Mundial em Israel, Massada, foi incluído na lista do Patrimônio Mundial em 2001 por ocasião da 25ª Sessão do Comitê do Patrimônio Mundial, realizada em Helsinque, Finlândia. O sítio Necrópole de Bete-Searim, incluído em 2015, constitui o sítio mais recente em território israelense.

## Bens culturais e naturais
O Estado de Israel conta atualmente com os seguintes sítios declarados como Patrimônio Mundial pela UNESCO:
| | Cidade Antiga de Acre |
| Bem cultural inscrito em 2001. |                       |
| Localização: Distrito Norte |                       |
| Acre é uma histórica cidade portuária fortificada que foi construída num local onde se estabeleceram sucessivamente distintos povos desde os tempos dos fenícios. A cidade antiga conserva as características das cidades fortificadas otomanas dos séculos XVIII e XIX, com sua citadela e suas mesquitas, caravançarais e termas públicas. Os vestígios da época das Cruzadas que datam do período 1104 a 1291 e permanecem praticamente intactos tanto no subsolo como na superfície, oferecem uma visão excepcional da ordenação do espaço urbano e das estruturas da cidade que foi capital do reino cristão de Jerusalém na Idade Média. (UNESCO/BPI) |                       |

| | Massada |
| Bem cultural inscrito em 2001. |         |
| Localização: Distrito Sul |         |
| Encrustada no alto de um penhasco, em pleno deserto da Judeia, Massada é uma fortaleza natural de majestosa beleza que domina o Mar Morto. Símbolo do antigo Reino de Israel e de sua brutal destruição, foi o último reduto de resistência dos patriotas judeus ao exército romano no ano de 73. O palácio-fortaleza do sítio foi construído no estilo clássico romano da época do Herodes, o Grande, rei da Judeia, que reinou entre os anos 37 e 4 a.C. Os acampamentos militares, as fortificações e a rampa de assalto que rodeiam o monumento constituem os vestígios mais completos de obras da era romana conservadas até os nossos dias. (UNESCO/BPI) |         |

| | Cidade Branca de Tel Aviv - o Movimento Moderno |
| Bem cultural inscrito em 2003. |                                                 |
| Localização: Tel Aviv |                                                 |
| Tel Aviv foi fundada em 1909 e se desenvolveu, a imagem e semelhança de uma cidade metropolitana, na era do Mandato Britânico da Palestina. A chamada Cidade Branca foi construída desde o início dos anos de 1930 até 1948, com base no traçado de Sir Patrick Geddes que estava, por sua vez, engajado nos princípios do urbanismo orgânico moderno. Os edifícios foram desenhados por arquitetos formados na Europa, onde haviam exercido sua profissão antes de imigrar a Israel. Num contexto cultural recente, realizaram um conjunto excepcional de edifícios muito representativos do movimento arquitetônico moderno. (UNESCO/BPI) |                                                 |

| | Teis Bíblicos - Megido, Hazor, Berseba |
| Bem cultural inscrito em 2005. |                                        |
| Localização: Distrito Norte / Distrito Sul |                                        |
| Os "Teis" - montículos com vestígios de assentamentos humanos pré-históricos - são característicos do Mediterrâneo oriental e abundantes no Líbano, Síria, Israel e leste da Turquia. Das centenas de Teis localizados em Israel, os de Megido, Hazor e Barseba são representativos dos que abrigam vestígios de cidades com ressonâncias bíblicas. Nestes três locais há vestígios exemplares de sistemas de adução de águas subterrâneas construídos ao longo de milênios e sumariamente aperfeiçoados, cujas origens remontam a Idade do Ferro. Foram criados para abastecer comunidades urbanas densamente povoadas, o que denota a existência de sociedades que contavam com uma autoridade centralizada, viviam de agricultura próspera e controlavam rotas comerciais importante. (UNESCO/BPI) |                                        |

| | Rota do Incenso - Cidades do deserto do Negueve |
| Bem cultural inscrito em 2005. |                                                 |
| Localização: Distrito Sul |                                                 |
| As quatro cidades Nabateias de Haluza, Mamshit, Avdat e Shivta, juntamente com fortalezas e paisagens agrícolas adjacentes no Deserto de Negueve, se estendem ao longo de rotas que as interligam à rota da Seda e do Incenso no Mediterrâneo. Juntos, refletem o intenso e lucrativo comércio de mirra e especiarias da Arábia ao Mediterrâneo, que floresceu entre os séculos III a.C. e 2 d.C. Com os vestígios de seus sofisticados sistemas de irrigação, construções urbanas, fortes e caravanas, as cidades são testemunho da maneira como o deserto árido foi adaptado para o comércio e agricultura. (UNESCO/BPI) |                                                 |

| | Lugares Santos Bahá’is em Haifa e Galileia Ocidental |
| Bem cultural inscrito em 2008. |                                                      |
| Localização: Haifa |                                                      |
| Estes locais foram inscritos na Lista do Patrimônio Mundial por serem testemunhos da sólida tradição de peregrinação existente na religião Bahá'í e o profundo significado que possuem para aqueles que a professam. Compreendem 26 edifícios, monumentos e sítios, situados em 11 locais de Acre e Haifa, que estão vinculados aos fundadores desta confissão religiosa. Entre eles, figuram o Santuário do Bahá'u'lláh em Acre e o Mausoléu do Báb em Haifa, assim como uma série de casas e jardins, junto a uma necrópole e um amplo conjunto de edifícios modernos de estilo neoclássico que abrigam a administração, os arquivos e um centro de estudos. (UNESCO/BPI) |                                                      |

| | Sítios de Evolução Humana no Monte Carmelo: Grutas de Naal Mearote |
| Bem cultural inscrito em 2012. |                                                                    |
| Localização: Haifa |                                                                    |
| Situado na encosta ocidental do Monte Carmelo, o sítio compreende as grutas de Tabun, Jamal, Al Wad e Skhul. Abriga 54 hectares e contém vestígios culturais que constituem um testemunho de 500 mil nos de evolução humana com vestígios de locais de sepultamento, arquitetura primitiva em pedra e da transição do modo de vida humana baseado na caça e remonta a prática da agricultura e do ganho. Este sítio é, até a data presenta, o único em que foram encontrados vestígios de fósseis do homem de Neanderthal e um dos primeiros humanos dotados de autonomia atual da nossa espécie no senso de um mesmo conjunto cultural do Paleolítico médio, o mosteriano. Se trata de um sítio essencial do marco cronoestratográfico da evolução humana em geral e da pré-história do Levante em particular. Noventa anos de escavações arqueológicas testificam uma sequência cultural de duração inigualável, que constitui todo um arquivo da vida dos homens primitivo no sudeste asiático. (UNESCO/BPI) |                                                                    |

| | Cavernas de Maressa e Bete-Gubrine nas Terras Baixas da Judeia |
| Bem cultural inscrito em 2014. |                                                                |
| Localização: Distrito Sul |                                                                |
| O sítio arqueológico contém cerca de 3,500 câmaras subterrâneas distribuídas entre distintos complexos encravados da Baixa Judeia sob as antigas cidades de Maressa e Bete-Gubrine. Situado na encruzilhada de rotas comerciais para Mesopotâmia e Egito, o sítio é testemunho da tapeçaria de cultural da região e sua evolução em mais de 2,000 anos desde o século 8 a.C. - quando Maressa, a mais antiga das duas cidades foi construída - até a era dos Cruzados. Estas cavernas esculpidas serviram de cisternas, prensas de óleo, banhos, columbários, estábulos, locais de culto religioso, rotas e, nos entornos das cidades, cemitérios. Algumas das câmaras maiores possuem arcos e pilares de sustentação. (UNESCO/BPI) |                                                                |

| | Necrópole de Bete-Searim |
| Bem cultural inscrito em 2015. |                          |
| Localização: Haifa |                          |
| Esta necrópole, composta de uma série de catacumbas, se desenvolveu a partir do século II d.C. como principal lugar da sepultura judia no exterior de Jerusalém, após o fracasso da segunda revolta judaica contra a dominação romana. Situadas ao sudeste de Haifa, estas catacumbas constituem um tesouro de obras de arte e inscrições em grego, aramaico e hebraico. Se trata de um testemunho único sobre o judaísmo antigo sob a condução do Rabbi Juda, o Patriarca, a quem se atribui a renovação judaica após o ano de 135 d.C. (UNESCO/BPI) |                          |

## Lista Indicativa
Em adição aos sítios inscritos na Lista do Patrimônio Mundial, os Estados-membros podem manter uma lista de sítios que pretendam nomear para a Lista de Patrimônio Mundial, sendo somente aceitas as candidaturas de locais que já constarem desta lista. Desde 2021, Israel conta com 18 locais na sua Lista Indicativa.
| Sítio                                                        | Imagem | Localização    | Ano  | Dados UNESCO                      | Descrição |
| ------------------------------------------------------------ | ------ | -------------- | ---- | --------------------------------- | --- |
| Portal do Arco Triplo em Dã e Nascentes do Jordão            |        | Distrito Norte | 2000 | Misto: (iv)(vi)(vii)(x)           | Dã é a maior e mais significativa das três nascentes do rio Jordão, fornecendo até 238 milhões de metros cúbicos de água anualmente, ou seja, mais da metade da capacidade do rio. As nascentes são alimentadas por neve e chuvas do Monte Hérmon e da Galileia. Somadas, essas nascentes formam a maior fonte cárstica do Oriente Médio. |
| Sinagogas Primitivas da Galileia                             |        | Distrito Norte | 2000 | Cultural: (iii)(vi)               | A sinagoga foi uma instituição revolucionária desde o início, incorporando dramáticas mudanças religiosas e sociais. Parece ter sido uma criação exclusivamente judaica que influenciou o desenvolvimento subsequente da igreja cristã e da mesquita muçulmana. Como atesta o nome grego - "sinagoga" ("local de reunião") - funcionava como centro comunitário, abrigando as atividades de escola, tribunal, albergue, fundo de caridade e ponto de encontro da comunidade judaica local. |
| Jornadas Galileias de Jesus e os Apóstolos                   |        | Distrito Norte | 2000 | Cultural: (iii)(vi)               | Jesus de Nazaré e seus discípulos viveram e trabalharam nas cidades, aldeias e nos campos da Baixa Galileia. A região, entre Nazaré e Cafarnaum, passou por profundas transformações culturais e sociais desde o período do Segundo Templo. |
| Mar da Galileia e Seus Locais Históricos                     |        | Distrito Norte | 2000 | Misto                             | O Mar da Galileia, a 210 metros abaixo do nível do mar, é o principal corpo de água doce do Grande Vale do Rifte, com formas únicas e fontes subterrâneas, incluindo nascentes de água quente. O mar abriga 27 espécies de peixes, muitas delas endêmicas. A superfície da água abrange 168 km², enquanto o perímetro é de 55 quilômetros, densamente povoado ao longo de gerações. As cidades de Tiberíades e Hamat Gader, bem como Corazim, Kursi, Cafarnaum e Tabgha cercam o Mar da Galileia, contribuindo para a autenticidade cultural única da região.                                         |
| Horvat Minnim                                                |        | Distrito Norte | 2000 | Cultural: (iv)                    | Horvat Minnim está localizado na costa noroeste do Mar da Galileia, no rico Vale de Ginosar. Na segunda metade do século XIX, estudiosos e peregrinos começaram a cruzar a Palestina em busca de locais bíblicos identificáveis. Originalmente, os estudiosos identificaram Minnim como Cafarnaum até a descoberta de Cafarnaum mais ao norte e a escavação da parte principal do sítio de Minnim. |
| Monte Arbel                                                  |        | Distrito Norte | 2000 | Misto                             | O antigo assentamento de Arbel está localizado no leste da Baixa Galileia, um local sagrado para os primeiros estudiosos da Torá durante o período do Segundo Templo, onde foram construídos locais de estudo judaico. Arbel também é conhecido por suas cavernas fortificadas únicas, onde os legalistas asmoneus - que lutavam contra os zelotes galileus - se esconderam. |
| Degania e Nahalal                                            |        | Norte          | 2000 | Cultural: (v)(vi)                 | Esses dois assentamentos representam o estabelecimento do primeiro kibutz e moshav com traçado e forma física representando os padrões ideológico-sociais do final do século XIX e início do século XX. Esses padrões são resultado direto de ideias elaboradas desde a Utopia escrita por Thomas Moore em 1516. O movimento kibutz é uma das manifestações modernas do pensamento socialista dos últimos 200 anos, desenvolvido na obra de Marx e Engels no Manifesto Comunista, de 1848. |
| Bete-Seã                                                     |        | Norte          | 2000 | Cultural: (ii)(iv)(v)(vi)         | Bete-Seã, a única das dez cidades da Decápolis a oeste da Jordânia, é uma das cidades mais antigas do Antigo Oriente Próximo e um ponto de entroncamento das vias do Crescente Fértil. As ruínas de cerca de vinte camadas de assentamento, que remontam ao quinto milênio a.C., foram descobertas no tell às margens do rio Harod. A importância única de Bete-Seã desde os tempos antigos é resultado de uma combinação de fatores, incluindo sua posição em uma importante encruzilhada, a terra fértil ao seu redor e a abundância de água encontrada nas proximidades.                           |
| Cesareia                                                     |        | Centro         | 2000 | Cultural: (ii)(iv)(v)(vi)         | Cesareia está situada na costa do Mediterrâneo ao longo de baías e enseadas rasas que foram formadas pela erosão das ondas. Essas baías únicas foram utilizadas ao longo da história como ancoradouros de navios e fizeram de Cesareia um importante entreposto no Mediterrâneo. Durante o domínio persa, os fenícios construíram um assentamento na costa de uma das baías, onde o nível do lençol freático era alto. A vila floresceu no período helenístico e é mencionada pela primeira vez sob o nome de "Torre de Straton".                                                                     |
| Mesquita Branca em Ramla                                     |        | Centro         | 2000 | Cultural: (ii)(iv)                | Ramla (em árabe "areia"), provavelmente referindo-se às dunas de areia sobre as quais a cidade foi construída, foi fundada no início do século VIII pelo califa omíada Solimão ibne Abedal Maleque como a primeira cidade islâmica. No presente, é uma cidade com uma população mista de muçulmanos, judeus e cristãos. |
| Jerusalém*                                                   |        | Jerusalém      | 2000 | Cultural: (i)(ii)(iii)(iv)(v)(vi) | Jerusalém, localizada no cruzamento entre a rota divisora de águas das Montanhas da Judeia e a meio caminho entre Nablus e Hebrom, é uma das mais importantes cidades do mundo antigo e moderno. A ligação entre a Via Maris costeira e o vale do Rift do Jordão tornou o lugar um ponto historicamente estratégico entre Oriente e Ocidente. A Cidade Antiga e as muralhas já são um sítio inscrito na Lista do Patrimônio Mundial, sem associação a nenhum Estado-parte específico. |
| Makhtesh                                                     |        | Sul            | 2000 | Misto                             | O Neguev, na região sul de Israel, é um deserto rochoso colorido centrado por cordilheiras anticlinais nordeste-sudoeste. As cristas de quatro dessas cordilheiras abrigam cinco vales profundos que têm em comum características únicas: são cercados por paredes íngremes, construídas em calcário duro e dolomita na metade superior e arenito friável na parte inferior. Cada um desses vales é drenado por um único leito de rio estreito. Esse vale fechado único é chamado makhtesh, palavra hebraica para "argamassa".                                                                        |
| Monte Har Karkom                                             |        | Sul            | 2000 | Cultural: (iii)(v)                | O Monte Karkom fica ao sul do deserto de Neguev, no extremo norte de Nahal Paran, sendo um dos melhores exemplos de arte rupestre do mundo. O acesso à montanha é difícil devido às suas falésias escarpadas, que se elevam cerca de 300 metros acima do solo. O proeminente planalto, a cerca de 800 metros acima do nível do mar, pode ser alcançado através de dois caminhos antigos principais: um inclui uma passagem de degraus parcialmente lavrados na antiguidade, e o outro é sinuoso, com concentrações de algumas das melhores gravuras rupestres e pilares em um ambiente desértico.     |
| Timnate                                                      |        | Centro         | 2000 | Misto                             | O Vale de Timnate, ao norte do Golfo de Eilate, dentro do Vale do Rift, é uma grande formação erosiva semicircular contendo quatro wadis que se estendem dos penhascos de Timnate até Nahal HaArava. Timnate fornece um exemplo notável de arqueologia industrial, pois foi local antigo de mineração e fundição. Ao longo do sopé das falésias de Timnate existem principalmente nódulos de minério de carbonato de cobre que consistem em malaquita e calcocita misturadas com azurita, cuprita, paratacamita.                                                                                      |
| Fortalezas dos Cruzados                                      |        | Norte          | 2000 | Cultural: (iv)(v)(vi)             | A indicação serial reúne fortalezas construídas entre os séculos XII e XV - Montfort, Belvoir, Atlite e Arzufe (assim como Acre e Cesareia) - que evidenciam um amplo movimento arquitetônico europeu para a Terra Santa nesta série de notáveis fortalezas construídas no curso das conquistas cruzadas. A fortaleza era o centro de poder e administração para os Cruzados, exemplificando padrões de assentamento tradicional da época, refletidos ainda mais em sua atenção aos detalhes e tamanho com cada uma representando uma ordem de cavalaria - os Teutônicos, Hospitalários e Templários. |
| O Grande Vale do Rifte: rotas migratórias no Vale de Hula    |        | Norte          | 2004 | Natural                           | O Hula é uma planície no norte da Galileia, nas proximidades das Colinas de Golã. É uma importante região para o ciclo de aves migratórias provenientes do Mediterrâneo. |
| Lifta (Mey Naftoah) – Tradicionais aldeamentos nas montanhas |        | Centro         | 2015 | Cultural: (ii)(iii)(v)            | Lifta é uma aldeia palestina abandonada, com inúmeras residências originais, nascente, terraços agrícolas e paisagens parcialmente preservadas. Inclui vestígios arqueológicos não escavados de períodos anteriores. |
| Ein Kerem, uma vila e sua paisagem cultural                  |        | Jerusalém      | 2015 | Cultural: (ii)(iii)(v)(vi)        | Ein Kerem, ou antiga Bet Hakerem, é uma histórica e milenar vila montanhosa nos arredores de Jerusalém. É tradicionalmente conhecida como fonte das pedras usadas para construir o Segundo Templo e, segundo achados arqueológicos, já existia antes do período romano. Para a tradição cristã, teria sido o local onde Maria e Isabel se encontraram grávidas. |